# French Connection II
French Connection II é um filme policial de drama produzido nos Estados Unidos em 1975, dirigido por John Frankenheimer e estrelado por Gene Hackman. É a continuação do filme The French Connection de 1971.

## Sinopse
Jimmy "Popeye" Doyle é enviado até Marselha para capturar o traficante de drogas Alain Charnier.

## Elenco
- Gene Hackman — Jimmy Popeye Doyle
- Fernando Rey — Alain Charnier
- Philippe Léotard — Jacques
- Ed Lauter — general Brian
- Bernard Fresson — Henri Barthélémy
- Jean-Pierre Castaldi — Raul Diron
- Cathleen Nesbit — senhora velha